# Xã Solem, Quận Douglas, Minnesota
Xã Solem (tiếng Anh: Solem Township) là một xã thuộc quận Douglas, tiểu bang Minnesota, Hoa Kỳ. Năm 2010, dân số của xã này là 233 người.